# قطع القحف المخفف للضغط
قطع القحف المخفف للضغط (بالإنجليزية: Decompressive craniectomy)‏ هو إجراء جراحي على الجهاز العصبي يُزال فيه جزء من الجمجمة للسماح بتمدد الدماغ المتورم دون انضغاطه. تُجرى هذه الجراحة على ضحايا الأذيات الدماغية الرضية والنشبات وتشوه آرنولد خياري وفي حالات أخرى تترافق مع ارتفاع الضغط داخل القحف. ما يزال اللجوء إلى هذه الجراحة مثار جدل بين المختصين.
نشأ هذا الإجراء من جراحة بدائية عُرفت باسم نقب الجمجمة. كان الشكل القديم شائعًا في عصور ما قبل التاريخ لكنه أُهمل لصالح العلاجات الأخرى الأقل غزوًا مع تطورها، ورغم استمرار إجرائه بتواتر نوعًا ما قبل القرن العشرين، لم يظهر بشكله المعاصر حتى تطورت أدوات القطع الجراحية الدقيقة والمثقاب الجمجمي وأساليب العناية المتقدمة التالية للجراحة مثل المضادات الحيوية.

## نتائج التجارب السريرية

### خفض الضغط داخل القحف
مع أن هذا الإجراء يُعد الملجأ الأخير للعلاج، تقترح بعض الأدلة أنه يحسن النتائج عبر خفض الضغط داخل القحف (آي سي بّي)، أي ضغط الدماغ داخل الجمجمة. يسبب ارتفاع الضغط داخل القحف غالبًا حالةً مضنيةً قد تصل إلى الوفاة لأنه يضغط الدماغ ويحد من ترويته الدموية. يهدف قطع القحف المخفف للضغط إلى خفض الضغط المطبق على الدماغ. يُدعى الجزء المزال من الجمجمة «السديلة العظمية». أظهرت إحدى الدراسات أن ازدياد مساحة السديلة المزالة يترافق مع انخفاض أكبر في الضغط داخل القحف.

#### تجربة ديكرا
في مارس 2011، نشر باحثون من أستراليا ودول أخرى عديدة نتائج تجربة «ديكرا» في مجلة نيو إنغلاند جورنال أوف ميديسين، وهي تجربة معشاة تقارن قطع القحف المخفف للضغط مع أفضل علاج طبي، إذ جرت بين عامي 2002 و2010 لتقييم التدبير الأمثل للمرضى المصابين بارتفاع الضغط المعند داخل القحف بعد أذية الرأس المنتشرة غير النافذة.
وجد باحثو الدراسة أن قطع القحف المخفف للضغط ترافق مع نتائج وظيفية أسوأ وفقًا للمقاييس المعيارية مقارنةً بأفضل عناية طبية، ولم يظهر أي اختلاف في معدل الوفيات بين المجموعتين، لكن العديد من جراحي الأعصاب الممارسين رفضوا الدراسة أو شككوا بها على الأقل، وبيّن مقال افتتاحي منشور بالتزامن مع الدراسة العديد من نقاط الضعف فيها، أولها القيم المعتمدة لعتبة ارتفاع الضغط داخل القحف والوقت المسموح قبل اعتبار ارتفاع الضغط معندًا طبيًا، وهي قيم لا يعتمدها الكثير من الأطباء الممارسين، وثانيًا، لم يُدرج في الدراسة سوى 155 مريضًا من بين نحو 3500 مريض مُحتمل مؤهل، ما أعاق تعميم الدراسة على جميع مرضى أذيات الرأس الشديدة غير النافذة. وأخيرًا، مع أن الدراسة معشاة، عانى عدد أكبر من المرضى في مجموعة الخاضعين لقطع القحف من حدقات غير متفاعلة (بعد التوزيع العشوائي وقبل الجراحة) مقارنةً بمجموعة العلاج الطبي، وهذا أدى إلى إرباك محتمل في النتائج.

### التأثيرات الأخرى
إضافةً إلى خفض الضغط داخل القحف، وجدت الدراسات أن قطع القحف المخفف للضغط يحسن ضغط تروية الدماغ وجريانه الدموي في مرضى أذيات الرأس.
يُستخدم قطع القحف المخفف للضغط لتدبير النشبات الكبرى المترافقة مع الوذمة «الخبيثة» وارتفاع الضغط داخل القحف. تدعم الأدلة المجمعة من ثلاث دراسات منضبطة معشاة في أوروبا الملاحظات الرجعية التي وجدت أن التطبيق المبكر (خلال 48 ساعة) لقطع القحف المخفف للضغط بعد النشبة «الخبيثة» قد يحسن البقيا والنتائج الوظيفية في المرضى الأصغر من 55 سنةً مقارنةً بالتدبير المحافظ وحده.
يوصى بهذا الإجراء خاصةً عند المرضى الشباب الذين يصعب لديهم ضبط الضغط داخل القحف بطرق أخرى. يؤدي تطبيق الإجراء على المرضى الأكبر من 50 سنةً إلى نتائج أسوأ بعد الجراحة.

### الاختلاطات
قد تحدث العدوى مثل التهاب السحايا أو الخراج الدماغي بعد قطع القحف المخفف للضغط.

### الأطفال
في أذيات الرأس الشديدة عند الأطفال، أظهرت إحدى الدراسات نتائج شفاء حسنةً لدى جميع الأطفال عند اللجوء إلى قطع القحف المخفف للضغط، ما يقترح تفوق هذا الإجراء على العلاج غير الجراحي لديهم. في إحدى أكبر الدراسات على المرضى الأطفال، وجد جاغاناثان وآخرون نتائج إيجابيةً صافيةً بنسبة 65% بعد قطع القحف لدى الأطفال المصابين برضوض عرضية مع متابعة حالتهم أكثر من خمس سنوات، واحتاج ثلاثة مرضى فقط للاعتماد على المراعين الصحيين. كانت هذه الدراسة المضبوطة المعشاة الرجعية الوحيدة حتى تاريخ هذا المقال التي تدعم فوائد إجراء قطع القحف المخفف للضغط بعد أذية الدماغ الرضية.

## متابعة العلاج
يزداد خطر أذية الدماغ بعد عملية قطع القحف، وخاصةً بعد شفاء المريض وعودته للحركة، وبالتالي تُتخد إجراءات خاصة لحماية الدماغ مثل استخدام الخوذ أو الزرعات المؤقتة داخل الجمجمة.
تُغلق فتحة الجمجمة عادةً عبر رأب القحف عندما يصل المريض إلى مرحلة جيدة من الشفاء، وإذا كان بالإمكان تُحفظ الشدفة العظمية الأصلية من الجمجمة بعد قطع القحف لإعادة استخدامها في عملية رأب القحف.

## التجارب الجارية
دراسة ريسكيو آي سي بّي (RESCUEicp: التقييم المعشى لجراحة قطع القحف لدى المرضى المصابين بارتفاع غير مضبوط في الضغط داخل القحف) هي تجربة متعددة المراكز أنهت جمع المشاركين في مارس 2014. كان هدف الدراسة تحديد فعالية قطع القحف المخفف للضغط في علاج التورم الدماغي وتحسين النتائج مقارنةً بالتدبير الطبي وحده. أشرفت وحدة الجراحة العصبية الأكاديمية في جامعة كامبريدج والجمعية الأوروبية لأذية الدماغ (إي بي آي سي) على تنسيق هذه الدراسة.
دراسة ريسكيو إيه إس دي إتش (RESCUE-ASDH: التقييم المعشى لجراحة قطع القحف لدى المرضى الخاضعين لإزالة ورم دموي حاد تحت الجافية) هي دراسة واقعية متوازية معشاة متعددة المراكز تهدف للمقارنة بين الفعالية السريرية والتكلفة لقطع القحف المخفف للضغط في تدبير البالغين المصابين بأذيات الرأس والخاضعين لإزالة الورم الدموي الحاد تحت الجافية (إيه إس دي إتش). أنهت الدراسة جمع المرضى عام 2020، وأشرفت على تنسيقها وحدة الجراحة العصبية الأكاديمية في جامعة كامبريدج.